# تايي أتسقي سيلاسي
تايي أتسقي سيلاسي أمدي (بالأمهرية: ታዬ አጽቀሥላሴ)‏ (مواليد 13 يناير 1956) هو دبلوماسي وسياسي إثيوبي يشغل منصب رئيس إثيوبيا منذ 7 أكتوبر 2024. عمل سفيرًا في مناسباتٍ عديدةٍ في الأمم المتحدة. قبل توليه هذا المنصب، شغل منصب وزير الخارجية.